# Kitinen
Kitinen je rijeka u Finskoj, pritok Kemijokija. Duga je 235 km, što je čini četvrtom najdužom rijekom u Finskoj. Rijeka teče kroz općine Kittilä, Pelkosenniemi i Sodankylä u finskoj regiji Laponiji. Na gornjem toku rijeke nalazi se akumulacija Porttipahta i hidroelektrana. Veći pritoci Kitinena su Sattanen, Luiro i Jeesiöjoki.

## Vanjske poveznice
|  | Zajednički poslužitelj ima još gradiva o temi Kitinen |